# Бесташ
Бе́сташ — ландшафтний заказник місцевого значення. Розташований у Маріупольському районі Донецької області біля с. Темрюк. Статус заповідника визначено рішенням Донецької обласної ради 17 серпня 1999 року № 23/7-170. Площа — 437 га. На території заказника є ділянки цілинних степів північного Приазов'я.